# Шлюбна дипломатія

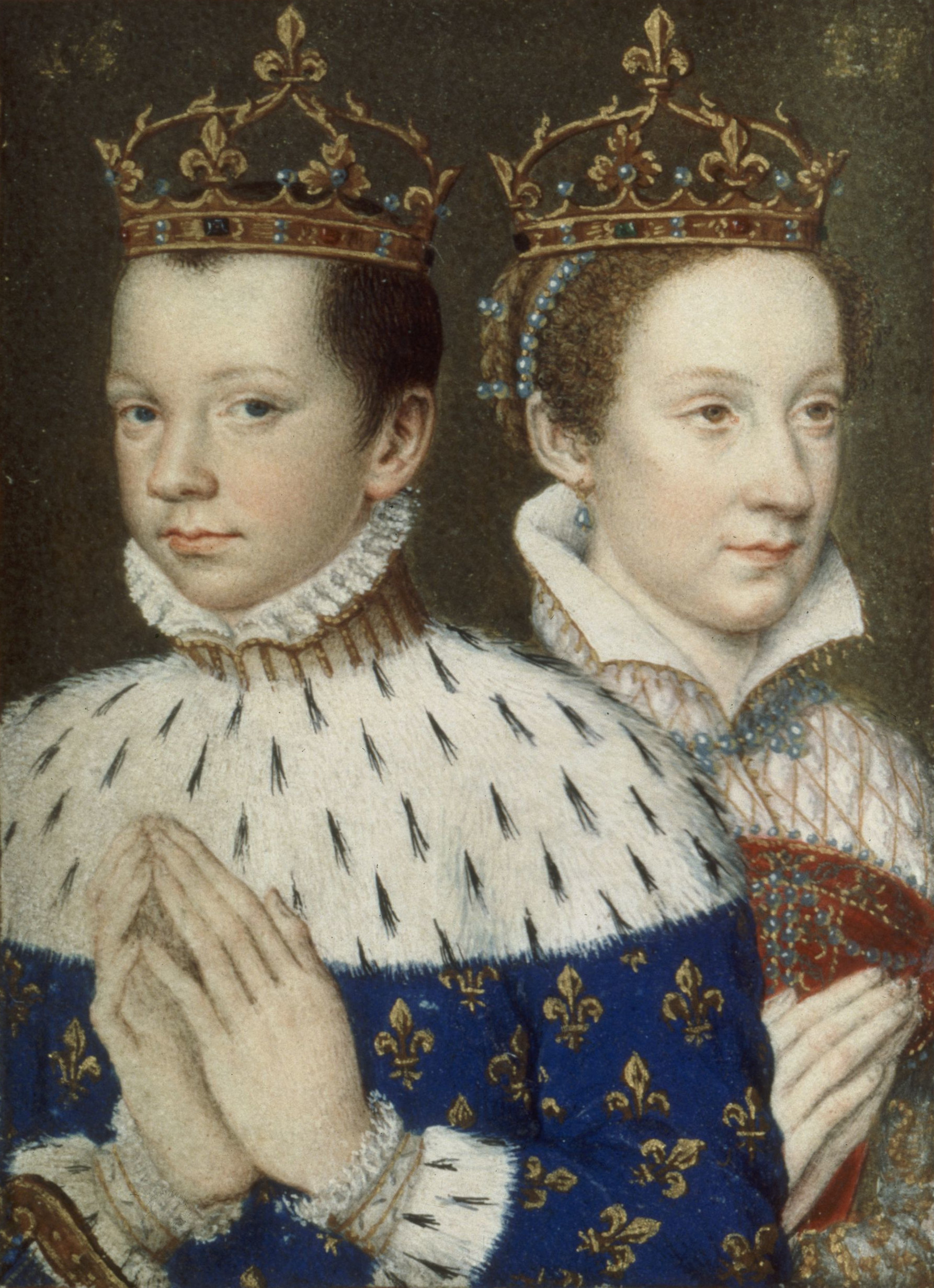
Francis II, Король Франції та Mary Stuart, Королева Франції та Шотландії

Шлюбна дипломатія – це явище, що передбачає шлюб між представниками династій (династичний шлюб), які правлять, щоб налагодити політичні відносини, закріпити союз, залагодити конфлікт або уникнути його. Згода людей, яких одружували батьки чи опікуни, зазвичай не враховувалася (для них шлюб був примусовим). 
У деяких країнах правителям не дозволялося вступати в шлюб з людьми нижчого походження, але часто такі союзи укладалися, аби задовольнити політичні інтереси чи не нехтувати сформованим багаторічним традиціям. Саме такі династичні шлюби мали сприяти розвитку дружніх дипломатичних відносин між державами та сприяти зміцненню безпеки та миру. Шлюбна дипломатія завжди була одним з основних способів для того, аби закріпити міжнародні угоди та укласти політичні союзи. І одним із кращих способів мирного врегулювання конфліктів та суперечок, закріплення укладених угод, як на міжнародному рівні, так і всередині держави. 

## Шлюбна дипломатія Київської Русі
Шлюбну дипломатію в Київській Русі використовували, аби налагодити, стабілізувати державне політичне життя, зменшити ризики бунту та вберегти державу від князівських міжусобиць. Найчастіше у таких династичних шлюбах брали участь молодші представники князівської родини: діти, брати чи сестри, що мали владу на місцях, а також нащадки боярських родин.
Науковці стверджують, що княгиня Ольга, одружена з київським князем Ігорем, була болгарською царівною з ім'ям Єлена. Якщо врахувати це, міжнародні шлюбні союзи були започатковані князем Ігорем, дідом Володимира Великого. Проте найбільшого успіху у шлюбній дипломатії досягли Володимир Великий та Ярослав Мудрий, за яких держава досягла значного підйому. Серед перших 4-х дружин князя Володимира Великого (ще до хрещення) дві були іноземками: чешка та болгарка[хто саме?]. Від 981 року до 1320-х років було зафіксовано 11 поколінь руських князів, які уклали династичні шлюби. Всього на Русі зафіксовано понад 100 таких союзів. В добу Середньовіччя виробилися певні закони і традиції укладання династичних шлюбів, хоча були і деякі загальновизнані обмеження щодо шлюбів між кровними особами.

### Внутрішня
Династичні шлюби, укладені всередині Київської Русі:
- Ярослав Святополкович одружився третім шлюбом з дочкою[хто саме?] Мстислава Володимировича;

- Анна Святополківна стала дружиною Святослава Давидовича;
- Роман Володимирович уклав шлюб з дочкою[хто саме?] Володаря Ростиславича;
- Ярополк Ізяславич одружився з Марією, дочкою Святослава Ольговича;
- Ігор Василькович уклав шлюбний союз з дочкою Всеволода Ольговича Анною;
- Євфросінія Ярославна стала дружиною Ігоря Святославовича;
- Олена Глібівна уклала шлюб з сином Данила Галицького;
- Всеволодок Давидович одружився з дочкою Володимира Мономаха;
- Володимир Ярославич уклав шлюб з Болеславою Святославівною та інші.

### Зовнішня
Київська Русь, використовуючи династичні шлюби, прагнула мати дружні стосунки з найвпливовішими на той час державами Європи: Візантією та Германською імперією. Новий етап у зовнішній політиці Київської Русі почався за князювання в Києві Володимира Святославича, котрий відмовився від одновекторної, спрямованої на Візантію, дипломатії й вступив у зносини з кількома європейськими країнами: Священною Римською імперією германської нації та Польщею. Міжнародні династичні союзи були для київських князів мирним способом досягнення політичної мети, не вдаючись до військових засобів. 
Завдяки активній шлюбній дипломатії Володимира Великого та Ярослава Мудрого Київська держава заявила про себе на міжнародній арені у X-XI столітті. А приймаючи хрещення, князь одружився з візантійською принцесою Анною. Діти Володимира також часто укладали дипломатичні шлюби з іноземними представниками монархічних родин:
- Син Святополк одружився з донькою польського короля Болеслава Хороброго;
- Син Ярослав уклав шлюб з Інгігердою – донькою шведського короля Олафа;
- Дочка угорського короля стала дружиною сина Володимира Святослава;
- Донька Предислава стала дружиною чеського короля Болеслава Рудого;
- Польський король Казимир Я І був одружений з донькою Володимира Добронегою;
- Донька Премислава стала дружиною угорського короля Владислава Лисого.

Та найбільш часто користувався шлюбною дипломатією все ж Ярослав Мудрий, котрий увійшов в історію як «тесть Європи». Сам Ярослав був одружений з норвезькою принцесою Анною, а згодом – з дочкою короля Швеції Інгегердою. Шлюби дітей Ярослава також були засобами дипломатії:
- донька Анна стала дружиною короля Франції Генріха I;
- Єлизавета стала дружиною норвезького короля Гаральда Сміливого, а згодом – короля Данії Свейна III;
- Угорський король Андріан І одружився з Анастасією;
- Син Ярослава Ізяслав одружився з німецькою княжною Гертрудою;
- Всеволод уклав шлюб з дочкою візантійського імператора Анастасією;
- Володимир одружився з дочкою англійського короля Гідою;
- Ігор став чоловіком німецької принцеси Кунігунди;
- В'ячеслав  уклав шлюбний союз з німецькою принцесою Одою Штаденською;
- Святослав став чоловіком Оди, внучки цісаря Генріха II.[5]